# Dżentelmeńska umowa
Dżentelmeńska umowa (tytuł oryg. Gentleman's Agreement) – amerykański dramat społeczny z 1947 w reżyserii Elii Kazana, zrealizowany na podstawie powieści Laury Z. Hobson Gentleman's Agreement.
Historia nowojorskiego dziennikarza Philipa Schuylera Greena, który rozpoczyna pracę nad materiałem o antysemityzmie. Obraz nagrodzony Oscarem dla najlepszego filmu roku. Zdjęcia kręcono w Nowym Jorku oraz w Darien w stanie Connecticut.

## Obsada
|  | Gregory Peck jako Philip Green   |  | Anne Revere jako Pani Green    |
|  | Dorothy McGuire jako Kathy Lacey |  | June Havoc jako Elaine Wales   |
|  | John Garfield jako Dave Goldman  |  | Albert Dekker jako John Minify |
|  | Celeste Holm jako Anne Dettrey   |  | Jane Wyatt jako Jane           |

## Nagrody Akademii Filmowej
| Status    | Nagroda                         | Zwycięzca/Nominowany                 |
| --------- | ------------------------------- | ------------------------------------ |
| NAGRODA   | Najlepszy Film                  | Darryl F. Zanuck (Producent)         |
| NAGRODA   | Najlepsza Aktorka Drugoplanowa  | Celeste Holm (Anne Dettrey)          |
| NAGRODA   | Najlepszy Reżyser               | Elia Kazan (Reżyser)                 |
| NOMINACJA | Najlepszy Aktor Pierwszoplanowy | Gregory Peck (Philip Schuyler Green) |
| NOMINACJA | Najlepsza Aktorka Drugoplanowa  | Dorothy McGuire (Kathy Lacey)        |
| NOMINACJA | Najlepsza Aktorka Drugoplanowa  | Anne Revere (Pani Green)             |
| NOMINACJA | Najlepszy Scenariusz            | Moss Hart (Scenarzysta)              |
| NOMINACJA | Najlepszy Montaż                | Harmon Jones (Montażysta)            |